# Everyday Is Christmas
Everyday Is Christmas – ósmy album studyjny australijskiej piosenkarki Sii. Wydawnictwo ukazało się 17 listopada 2017 nakładem wytwórni muzycznej Atlantic Records i Monkey Puzzle.
Na albumie znajdują się autorskie utwory o stylistyce bożonarodzeniowej oraz popowej. Materiał zgromadzony na płycie składa się z dziesięciu utworów. Wszystkie kompozycje zostały napisane przez piosenkarkę i producenta Grega Kurstina.
Promocję Everyday Is Christmas rozpoczęto w październiku 2017, wraz z premierą pierwszego promującego singla – „Santa’s Coming for Us”.

## Tło i nagrywanie
Piosenkarka potwierdziła wydanie swojego pierwszego bożonarodzeniowego albumu studyjnego 1 sierpnia 2017. Płyta jest pierwszym jej wydawnictwem wydanym w Atlantic Records i zawiera on autorskie utwory napisane i współprodukowane przez długoletniego współpracownika Grega Kurstina. Producent wyprodukował także cały album. Everyday Is Christmas został wydany przez wytwórnię Sii, Monkey Puzzle i przez Inertię w Australii. Sesje nagraniowe do albumu odbyły się w ciągu dwóch tygodni w maju 2017, natomiast na okładce występuje Maddie Ziegler.
Standardowa wersja albumu zawiera dziesięć utworów napisanych wspólnie przez Się i Kurstina. Istnieje również japońska wydana przez Warner Music Japan, zawierająca utwór dodatkowy „My Old Santa Claus”. W listopadzie 2018 została wydana wersja deluxe albumu, zawierającą trzy bonusowe utwory: „Sing for My Life”, „My Old Santa Claus”, a także cover „Round and Round”.

## Promocja

### Single
- „Santa’s Coming for Us” – wydano jako pierwszy singel, tzw. „prowadzący” 30 października 2017 wraz z przedsprzedażą albumu[3]. Teledysk do utworu został opublikowany 22 listopada, w którym Kristen Bell organizuje przyjęcie świąteczne[11]. Piosenka znalazła się na dziewiątej pozycji listy Holiday Digital Song Sales[12] i pierwszym miejscu notowania Adult Contemporary[13]. Utwór był notowany na trzydziestym dziewiątym miejscu na liście najlepiej sprzedających się singli w Wielkiej Brytanii[14].

### Single promocyjne
- „Snowman” – singel promocyjny, który został wydany 9 listopada 2017. Utwór dotarł do trzeciego miejsca Holiday Digital Song Sales[12]. Ponadto singel był notowany na 175. miejscu na liście najlepiej sprzedających się singli we Francji[15].

### Inne notowane piosenki
- „Candy Cane Lane” – piosenka notowana na trzynastej pozycji Holiday Digital Song Sales[12].
- „Everyday Is Christmas” – tak jak poprzednik, po wydaniu albumu utwór ten uplasował się na pozycji dwudziestej ósmej tego samego notowania[12].

## Odbiór
| Album of the Year    | 64/100 |
| Metacritic           | 59/100 |
| Recenzje             |        |
| Wydawca              | Ocena  |
| ABC News             | [ 18 ] |
| AllMusic             | [ 1 ]  |
| The Arts Desk        | [ 19 ] |
| Cryptic Rock         | [ 20 ] |
| Drowned in Sound     | 7/10   |
| Entertainment Weekly | B+     |
| Evening Standard     | [ 23 ] |
| The Guardian         | [ 24 ] |
| The Irish Times      | [ 25 ] |
| Los Angeles Times    | [ 26 ] |
| Pitchfork            | 5.8/10 |
| The Post             | [ 28 ] |
| Rolling Stone        | [ 29 ] |
| Slant Magazine       | [ 30 ] |
| Time Out             | [ 31 ] |
| The Young Folks      | 8/10   |

### Krytyka
Album uzyskał mieszane recenzje od krytyków muzycznych. Metacritic przydzielił notę 59 na 100, na podstawie 6 recenzji, co oznacza „mieszane lub średnie recenzje”.

## Lista utworów
Opracowano na podstawie materiału źródłowego.
| Nr  | Tytuł utworu                      | Długość |
| --- | --------------------------------- | ------- |
| 1.  | „Santa’s Coming for Us”           | 3:26    |
| 2.  | „Candy Cane Lane”                 | 3:32    |
| 3.  | „Snowman”                         | 2:45    |
| 4.  | „Snowflake”                       | 4:02    |
| 5.  | „Ho Ho Ho”                        | 3:25    |
| 6.  | „Puppies Are Forever”             | 3:43    |
| 7.  | „Sunshine”                        | 3:25    |
| 8.  | „Underneath the Mistletoe”        | 3:50    |
| 9.  | „Everyday Is Christmas”           | 3:23    |
| 10. | „Underneath the Christmas Lights” | 3:36    |
|     |                                   | 35:07   |

| Everyday Is Christmas – Wersja Japońska | Everyday Is Christmas – Wersja Japońska | Everyday Is Christmas – Wersja Japońska |
| Nr                                      | Tytuł utworu                            | Długość                                 |
| --------------------------------------- | --------------------------------------- | --------------------------------------- |
| 1.                                      | „Santa’s Coming for Us”                 | 3:26                                    |
| 2.                                      | „Candy Cane Lane”                       | 3:32                                    |
| 3.                                      | „Snowman”                               | 2:45                                    |
| 4.                                      | „Snowflake”                             | 4:02                                    |
| 5.                                      | „Ho Ho Ho”                              | 3:25                                    |
| 6.                                      | „Puppies Are Forever”                   | 3:43                                    |
| 7.                                      | „Sunshine”                              | 3:25                                    |
| 8.                                      | „Underneath the Mistletoe”              | 3:50                                    |
| 9.                                      | „Everyday Is Christmas”                 | 3:23                                    |
| 10.                                     | „Underneath the Christmas Lights”       | 3:36                                    |
| 11.                                     | „My Old Santa Claus”                    | 3:24                                    |
|                                         |                                         | 38:31                                   |

| Everyday Is Christmas – Wersja Deluxe (2018) | Everyday Is Christmas – Wersja Deluxe (2018) | Everyday Is Christmas – Wersja Deluxe (2018) | Everyday Is Christmas – Wersja Deluxe (2018) |
| Nr                                           | Tytuł utworu                                 | Słowa                                        | Długość                                      |
| -------------------------------------------- | -------------------------------------------- | -------------------------------------------- | -------------------------------------------- |
| 1.                                           | „Santa’s Coming for Us”                      |                                              | 3:26                                         |
| 2.                                           | „Candy Cane Lane”                            |                                              | 3:32                                         |
| 3.                                           | „Snowman”                                    |                                              | 2:45                                         |
| 4.                                           | „Snowflake”                                  |                                              | 4:02                                         |
| 5.                                           | „Ho Ho Ho”                                   |                                              | 3:25                                         |
| 6.                                           | „Puppies Are Forever”                        |                                              | 3:43                                         |
| 7.                                           | „Sunshine”                                   |                                              | 3:25                                         |
| 8.                                           | „Underneath the Mistletoe”                   |                                              | 3:50                                         |
| 9.                                           | „Everyday Is Christmas”                      |                                              | 3:23                                         |
| 10.                                          | „Underneath the Christmas Lights”            |                                              | 3:36                                         |
| 11.                                          | „Round and Round” (cover)                    | Joe Shapiro, Lou Stallman                    | 2:29                                         |
| 12.                                          | „Sing for My Life”                           |                                              | 3:44                                         |
| 13.                                          | „My Old Santa Claus”                         |                                              | 3:24                                         |
|                                              |                                              |                                              | 44:44                                        |

## Personel
Opracowano na podstawie materiału źródłowego.

- Sia Furler – autorka tekstów, wokal (wszystkie utwory), koncepcja, dyrektor artystyczny
- Greg Kurstin – autor tekstów, produkcja (wszystkie utwory), gitara basowa (wszystkie utwory), perkusja (1–9), instrumenty klawiszowe (1–9), fortepian (1–5, 8–10), gitara (1, 2, 5–7, 9), instrumenty perkusyjne (2, 6, 7), organy (2), wibrafon (2), fisharmonia (5), melotron (6, 9, 10) czelesta (4, 7, 8), gwizd (7), gitara barytonowa (8), dzwonki (8), inżynier
- David Ralicke – trąbka, puzon, saksofon barytonowy, saksofon basowy (1, 5), saksofon tenorowy (1), melofon, eufonium, saksofon sopranowy (5)
- Alex Pasco – inżynieria
- Julian Burg – inżynieria
- Serban Ghenea – miksowanie
- John Hanes – inżynier miksowania
- RJ Shaughnessy – fotografia
- Tonya Brewer – make-up
- Samantha Burkhart – garderoba
- Leigh Poindexter – dyrektor artystyczny
- Virgilio Tzaj – design

## Notowania
| Lista (2017)                                  | Najwyższa pozycja |
| --------------------------------------------- | ----------------- |
| Australia (Top 50 Albums)                     | 7                 |
| Austria (Ö3 Austria Top 40)                   | 31                |
| Belgia (Ultratop 200 Albums, Flandria)        | 33                |
| Belgia (Ultratop 200 Albums, Walonia)         | 29                |
| Czechy (Albums – Top 100)                     | 23                |
| Dania (Album Top-40)                          | 10                |
| Finlandia (Suomen virallinen lista – Albumit) | 2                 |
| Francja (Top Albums)                          | 41                |
| Hiszpania (PROMUSICAE)                        | 30                |
| Holandia (Album Top 100)                      | 22                |
| Irlandia (Albums Chart)                       | 44                |
| Japonia (Oricon)                              | 69                |
| Kanada (Billboard Canadian Albums)            | 9                 |
| Korea Południowa (Gaon)                       | 80                |
| Niemcy (Media Control Charts)                 | 38                |
| Norwegia (VG-lista)                           | 2                 |
| Nowa Zelandia (Recorded Music NZ)             | 22                |
| Słowacja (Albums – Top 100)                   | 33                |
| Stany Zjednoczone (Billboard 200)             | 27                |
| Szwajcaria (Alben Top 100)                    | 21                |
| Szwecja (Sverigetopplistan)                   | 7                 |
| Węgry (Top 40 album-lista)                    | 18                |
| Wielka Brytania (UK Albums Chart)             | 39                |
| Włochy (FIMI)                                 | 56                |

| Lista (2017)                          | Najwyższa pozycja |
| ------------------------------------- | ----------------- |
| Belgia (Ultratop 200 Albums, Walonia) | 176               |